# Schloss Walzin

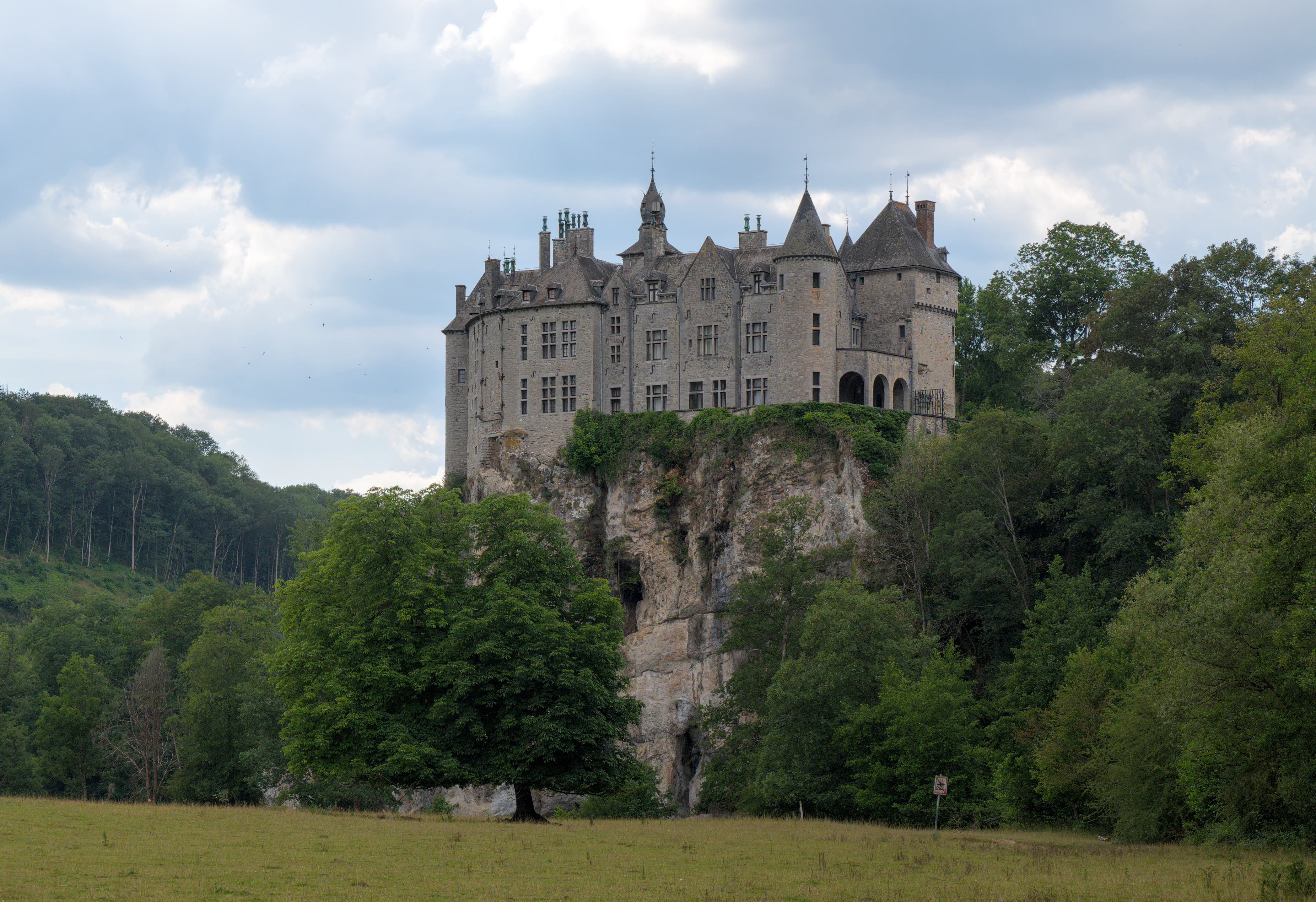

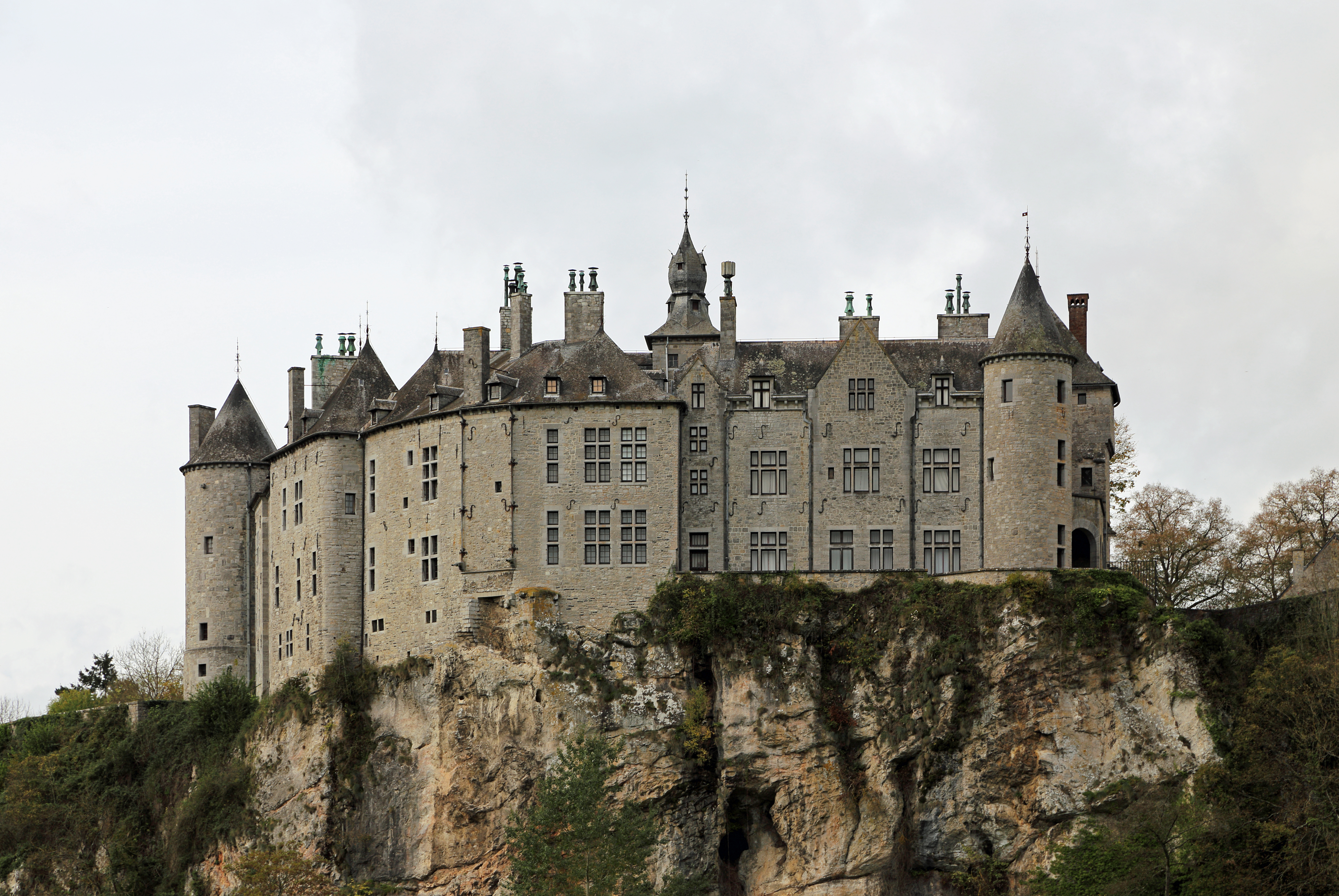

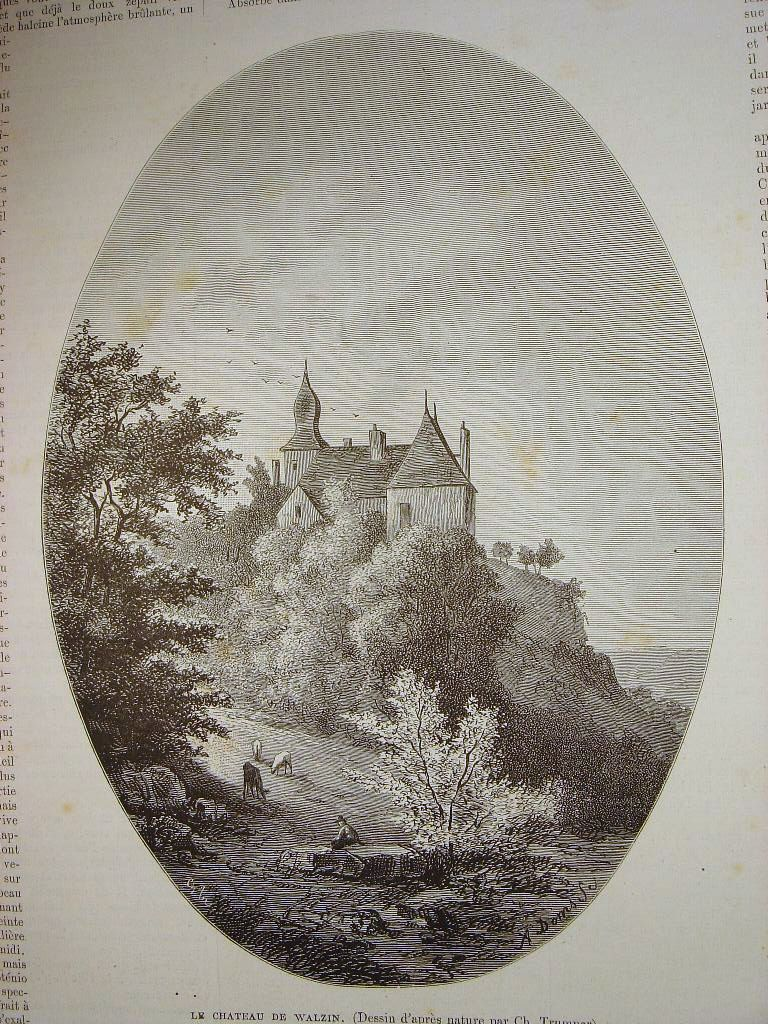
Schloss Walzin um 1870

Schloss Walzin ist ein Schloss im belgischen Weiler Walzin in Wallonien. Dieser gehört zur ehemaligen Gemeinde Dréhance und ist heute Teil der Gemeinde Dinant in der Provinz Namur. Es liegt auf einem mehr als 50 Meter hohen Fels mit Blick auf einen Mäander der Lesse. 

## Geschichte
Der Bau der Festung begann im 13. Jahrhundert, wahrscheinlich auf Veranlassung von Théoduin von Bayern (Fürstbischof von Lüttich) oder von Conon de Montaigu, Graf von Rochefort und Teilnehmer an den Kreuzzügen von Gottfried von Broth. Die Burg war eine der größten in Belgien. Sie diente als Überwachungs- und Vorverteidigungsposten für die Stadt Dinant. Der einzige Zugang nach Dinant aus dem Süden erfolgte über die Walzin-Furt.
Am 16. September 1237 schlossen der Fürstbischof von Lüttich und Heinrich IV. (Herzog von Limburg) einen Vertrag über Walzin. 
Nachdem das Gebäude 1554 von der französischen Armee teilweise zerstört und danach weiter verfallen war, wurde es ab 1850 in damals modischem Stil neu errichtet und zwischen 1930 und 1932 ins heutige Erscheinungsbild umgebaut.
Schloss Walzin ist heute Privateigentum und kann nicht besichtigt werden.